# Выжлец
Выжлец — река в России, протекает в Мосеевском сельском поселении Мезенского района Архангельской области. Длина реки составляет 22 километра.
Вытекает из озера Выжлецкое на высоте 48,5 м над уровнем моря. Течёт сначала на восток, затем — на юг по болотам, окружённым островами леса. Устье реки находится в 30 км по правому берегу реки Мосеевский Выжлец на высоте 40,3 метра над уровнем моря.
Основной приток — река Четверть-Виска — впадает слева.

## Данные водного реестра
По данным государственного водного реестра России относится к Двинско-Печорскому бассейновому округу, водохозяйственный участок реки — Мезень от водомерного поста деревни Малонисогорская и до устья. Речной бассейн реки — Мезень.
Код водного объекта в государственном водном реестре — 03030000212103000049897.

## Уточнения
1. 1 2  По данным ГВР Четверть-Виска впадает в Мосеевский Выжлец, а Выжлец является её притоком, впадающим справа на 12 км; по более новым данным участок водотока ниже этой точки является низовьями Выжлеца, а Четверть-Виска — его левым притоком, что увеличивает длину реки на 12 км относительно указанного в ГВР значения